# 水圍
水圍又稱大埔頭老圍，是位於香港大埔區的圍村。本與大埔頭毗連，後因建九廣鐵路及大埔公路而分隔。圍村初建於明代，是鄧族敬章公所建，是一典型的古老圍村，外有護河圍繞，圍內屋舍排列整齊，正門門樓高矗堅固，並塑有「大埔頭老圍」字樣。 